# Luis Gonzaga Armada y de los Ríos-Enríquez
Luis Gonzaga Armada y de los Ríos-Enríquez (Gijón, 13 de junio del 1889-Madrid, 5 de diciembre de 1973), IX marqués de Santa Cruz de Rivadulla, fue un militar español. Fue el séptimo hijo del matrimonio entre María del Carmen Rafaela de los Ríos Enríquez y Miranda de Grado, Dama Noble de la Orden de María Luisa, y Alvaro Jaime de Armada y Fernández de Córdoba, VI Conde de Revilla Gigedo y Grande de España. Fue padre del general del ejército Alfonso Armada y Comyn.

### Carrera militar
Ingresó en el ejército el 1 de septiembre de 1906. En 1911 se graduó en la Academia de Artillería de Segovia con el grado de teniente. Estuvo destinado en Madrid, Mallorca y Santiago de Compostela. En 1931, era comandante de artillería y ejercía como ayudante de órdenes del Príncipe de Asturias Alfonso de Borbón y Battenberg. Cuando se proclamó la República el 14 de abril de 1931 estaba en palacio. Se retiró por la Ley Azaña y se incorporó en el bando de los sublevados en Segovia. Participó en la contienda en los frentes de Madrid, Aragón, Guadalajara, Teruel, avance hacia el Mediterráneo y Valencia. Después de la guerra, fue director de la Academia de Artillería en Segovia, profesor principal de la Escuela Superior del Ejército, gobernador militar de Cádiz, general jefe de la División 81 y gobernador militar de Lugo, subdirector de la Escuela Superior del Ejército y consejero del Supremo de Justicia Militar.

### Familia
El 26 de abril de 1915 casó en Madrid con María del Rosario Comyn y Allendesalazar, nacida en la capital el 31 de octubre de 1892 (hija de los condes de Albiz; por línea paterna descendían de familia escocesa que se afincó en Málaga). Con ella tuvo diez hijos:
- Alfonso Armada y Comyn
- Luis Armada y Comyn
- Dolores Armada y Comyn
- María del Rosario Armada y Comyn
- María del Perpetuo Socorro Armada y Comyn
- Jesusa Armada y Comyn
- Rafaela Armada y Comyn
- Paz Armada y Comyn
- Ignacio Armada y Comyn
- Javier Armada y Comyn